# Дишув
Дишув (пол. Dyszów) — село в Польщі, у гміні Конське Конецького повіту Свентокшиського воєводства.
Населення — 380 осіб (2011).
У 1975-1998 роках село належало до Келецького воєводства.

## Демографія
Демографічна структура на день 31 березня 2011 року:
|          | Загалом | Допрацездатний вік | Працездатний вік | Постпрацездатний вік |
| -------- | ------- | ------------------ | ---------------- | -------------------- |
| Чоловіки | 186     | 39                 | 127              | 20                   |
| Жінки    | 194     | 40                 | 113              | 41                   |
| Разом    | 380     | 79                 | 240              | 61                   |